# Condado de Blaine (Nebraska)

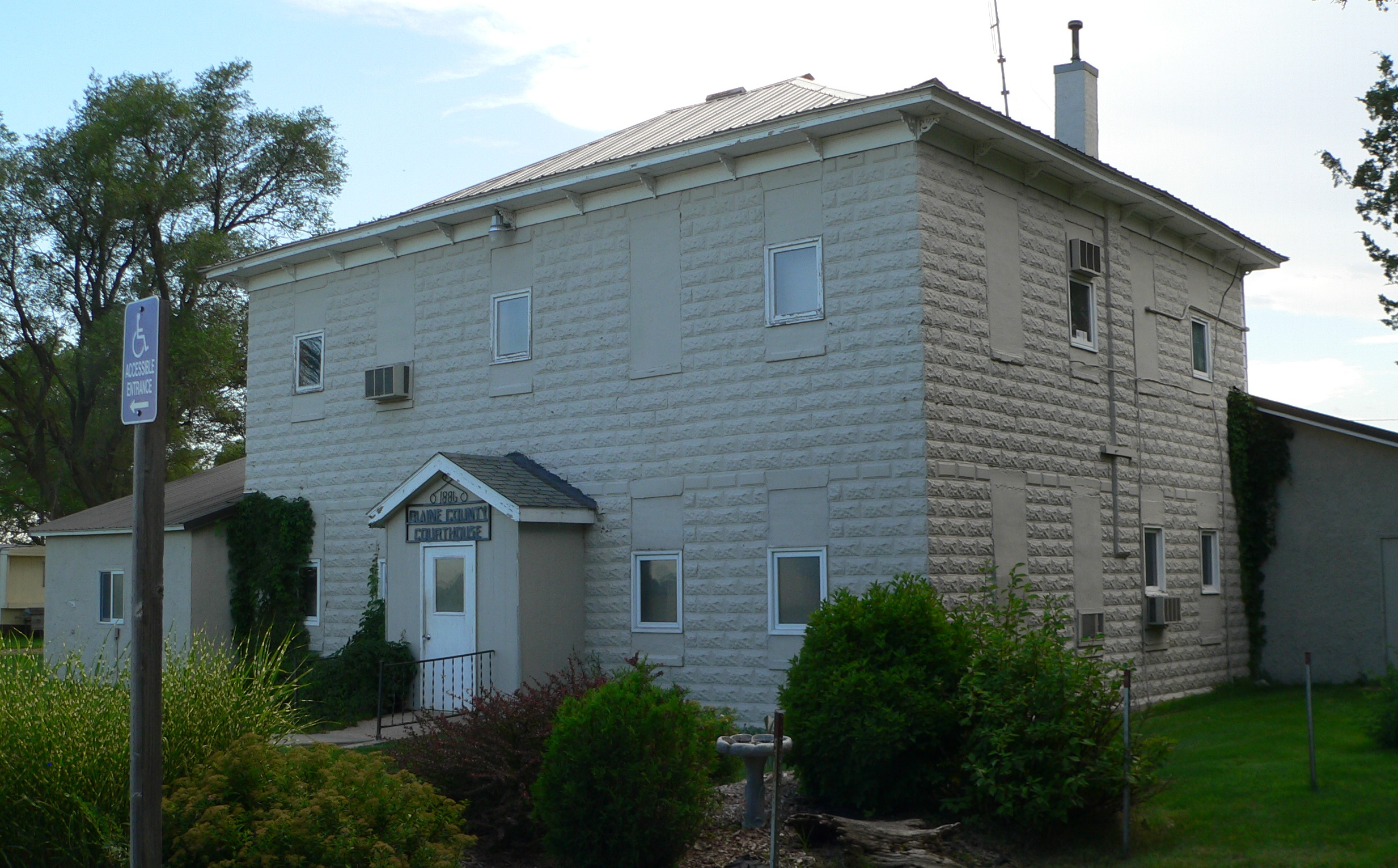
Tribunal do condado de Blaine em Brewster, Nebraska

O Condado de Blaine é um dos 93 condados do estado norte-americano de Nebraska. A sede do condado é Brewster, ea sua maior cidade é Dunning. O condado tem uma área de 1849 km² (dos quais 10 km² estão cobertos por água), uma população de 583 habitantes, e uma densidade populacional de 0,3 hab/km² (segundo o censo nacional de 2000). Foi fundado em 1885 e o seu nome é uma homenagem a James G. Blaine (1830-1893) que foi Presidente da Câmara dos Representantes entre 1869 e 1875, senador pelo Maine entre 1876 e 1881, e Secretário de Estado dos Estados Unidos por duas vezes, a primeira entre março e dezembro de 1881, e a segunda entre 1889 e 1892.